# Philippus V van Macedonië
Philippus V (Oudgrieks:  Φίλιππος, Phílippos) (238 v.Chr. – Amphipolis, 179 v.Chr.) was koning van Macedonië (221-179) uit het huis der Antigoniden. Zijn ouders waren Demetrios II en Chryseis (Phthia).
Hij volgde in 221 v.Chr. op 17-jarige leeftijd Antigonos III Doson op, toen de Grieken zich reeds weer van de Macedonische overheersing zochten vrij te maken en de Romeinen van de zijde van Illyrië naderden. Verbonden met de Achaeërs begon hij een oorlog tegen de Aetoliërs, die echter na onbeduidende schermutselingen door de vrede bij Naupactus (217 v.Chr.) werd bijgelegd.
Evenals in 213 v.Chr. de laagheid van zijn karakter duidelijk werd gemaakt door het vergiftigen van Aratos van Sikyon, die hem het verkeerde van zijn steeds toenemende tiranniek bestuur onder ogen bracht, toonde hij niet minder zijn onhandigheid, om van de tijdsomstandigheden gebruik te maken en die tot zijn nut te gebruiken, door de Carthaagse generaal Hannibal te steunen in zijn strijd tegen Rome tijdens de Tweede Punische Oorlog en  met hem in 215 v.Chr. een verbond te sluiten. Dit leidde tot de Eerste Macedonische Oorlog (215 - 205), die voor Philippus redelijk gunstig verliep, omdat Hannibal tijdens die hele oorlog zelf met een groot leger in Italië rondtrok, waaraan de Romeinen de handen vol hadden. Hij deed veroveringen in de Balkan en sloot een geheim verdrag tegen Egypte met Antiochus III. Hij leed echter bij Chios een nederlaag tegen Rhodos en Pergamon. Beide bondgenoten van Rome. Philippus' hegemonie over Griekenland werd bij de Vrede van Phoinike bevestigd.
Deze politiek leidde echter in 200 v.Chr. tot de Tweede Macedonische Oorlog. De Tweede Punische Oorlog was twee jaar tevoren gewonnen door de Romeinen; die hadden dus de handen vrij om Griekse steden 'te hulp te komen' tegen Philippus. Hij leed in 197 een zware nederlaag tegen de Romeinen bij de Kynoskephalai. Hierna lieten de Romeinen bij monde van consul Flamininus de Griekse staten 'vrij' (dat wil zeggen onafhankelijk van Macedonië) verklaren.
Ook daarna trachtte Rome Philippus' macht en invloed voortdurend te beperken; onder zijn zoon Perseus werd Macedonië definitief verslagen.